# باز لورمن
باز لورمن (انگلیسی: Baz Luhrmann؛ زاده ۱۷ سپتامبر ۱۹۶۲) کارگردان اهل استرالیا است.

## فیلم‌شناسی
- Strictly Ballroom (۱۹۹۲)
- رومئو + ژولیت (۱۹۹۶)
- مولن روژ! (۲۰۰۱)
- استرالیا (۲۰۰۸)
- گتسبی بزرگ (۲۰۱۴)
- الویس(۲۰۲۲)

## بخشی از جوایز
- برنده بفتای بهترین کارگردانی برای فیلم رومئو + ژولیت در سال ۱۹۹۷
- کاندیدای بفتای بهترین کارگردانی برای فیلم مولن روژ! در سال ۲۰۱۱